# Coro nupcial
O coro nupcial é um termo popular para parte do ato III da ópera Lohengrin de Richard Wagner. É uma marcha nupcial tocada em na entrada de diversas cerimônias de casamento ocidentais. Diferente da tradição atual de ser tocada no início da cerimônia, a obra é apresentada depois do casamento de Lohengrin e Elsa na ópera. Diferente também da concepção original, atualmente a obra é apresentada sem letra, somente melodia.
É raramente tocada em casamentos judeus devido a reputação antissemita de Wagner. Também em algumas igrejas luteranas não é aceita devido às conotações pagãs das obras do autor.

## Texto
Treulich geführt ziehet dahin,
wo euch der Segen der Liebe bewahr'!
Siegreicher Mut, Minnegewinn
eint euch in Treue zum seligsten Paar.
Streiter der Tugend, schreite voran!
Zierde der Jugend, schreite voran!
Rauschen des Festes seid nun entronnen,
Wonne des Herzens sei euch gewonnen!
Duftender Raum, zur Liebe geschmückt,
nehm' euch nun auf, dem Glanze entrückt.
Treulich geführt ziehet nun ein,
wo euch der Segen der Liebe bewahr'!
Siegreicher Mut, Minne so rein
eint euch in Treue zum seligsten Paar.
Treulich bewacht bleibet zurück,
wo euch der Segen der Liebe bewahr'!
Siegreicher Mut, Minne und Glück
eint euch in Treue zum seligsten Paar.
Streiter der Tugend, bleibe daheim!
Zierde der Jugend, bleibe daheim!
Rauschen des Festes seid nun entronnen,
Wonne des Herzens sei euch gewonnen!
Duftender Raum, zur Liebe geschmückt,
nahm euch nun auf, dem Glanze entrückt.
Treulich bewacht bleibet zurück,
wo euch der Segen der Liebe bewahr'!
Siegreicher Mut, Minne und Glück
eint euch in Treue zum seligsten Paar.